# Sabine Friedel

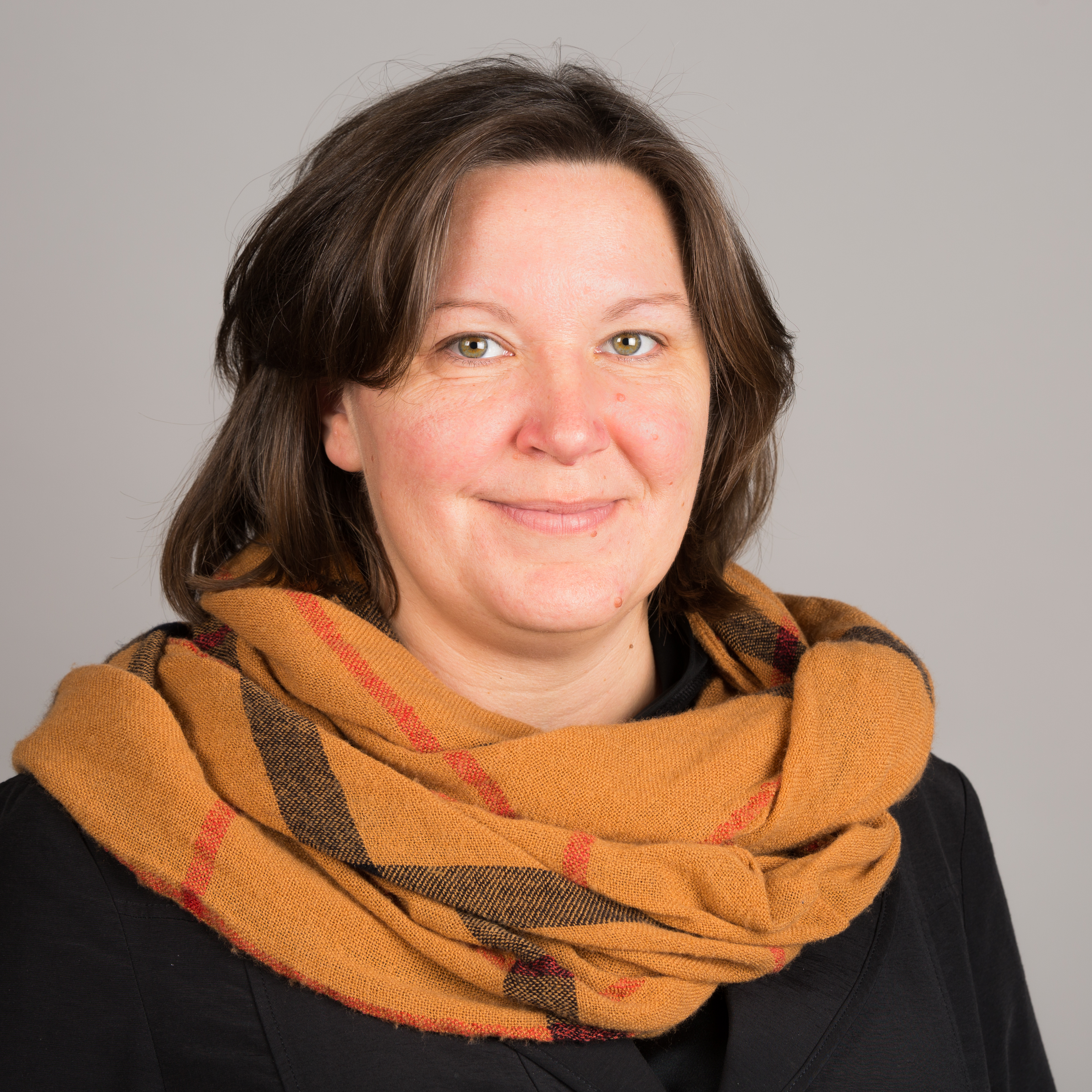
Sabine Friedel 2016

Sabine Friedel (* 5. April 1974 in Dresden) ist eine deutsche Politikerin (SPD). Sie war von 2009 bis 2024 Abgeordnete des Sächsischen Landtags. 

## Leben
Sabine Friedel wurde im April 1974 in Dresden geboren. Im Folgejahr zog die Familie vom Hechtviertel in eine Plattenbauwohnung im Stadtteil Gruna. Dort besuchte Friedel in den Jahren 1980 bis 1990 die 107. POS „Prof. Dr. Robert Ganse“. Nachdem sie im Wendeherbst 1989 infolge des Verlesens eines Aufrufs des Neuen Forums im Freundschaftsrat ihre zugesagte Lehrstelle verloren hatte, nahm sie im Jahr 1990 ein Berufsgrundbildungsjahr wahr und besuchte danach das Marie-Curie-Gymnasium Dresden, wo sie 1993 das Abitur ablegte.
Friedel war nach dem Studium der Politikwissenschaft, Soziologie und Jura an der TU Dresden und an der New School in New York City von 2001 bis 2003 persönliche Referentin des Dresdner Oberbürgermeisters Ingolf Roßberg. Von 2004 bis 2009 war sie wissenschaftliche Mitarbeiterin am Lehrstuhl für Politische Systeme und Systemvergleich bei Werner J. Patzelt an der Technischen Universität Dresden.
Sabine Friedel ist verheiratet.

## Politik
Seit dem Jahr 2000 ist Friedel Mitglied der SPD und wurde kurz darauf Vorsitzende des Dresdner Juso-Verbandes. Über die Liste der SPD zog sie im Juni 2004 in den Dresdner Stadtrat ein. Im Jahr 2006 wurde sie in den Landesvorstand der sächsischen SPD gewählt. Sie war von 2008 bis 2014 Vorsitzende des SPD-Stadtverbandes von Dresden.
Bei der Landtagswahl im August 2009 zog sie über die Landesliste der SPD in den Sächsischen Landtag ein. Friedel war Mitglied im Verfassungs-, Rechts- und Europaausschuss, im Innenausschuss, im Petitionsausschuss und war von April 2012 bis zum Jahr 2014 eines von 19 Mitgliedern des ersten sächsischen NSU-Untersuchungsausschusses „Neonazistische Terrornetzwerke in Sachsen“ und gehört auch dem zweiten NSU-Ausschuss seit 2015 an. Innerhalb der SPD-Landtagsfraktion war Friedel Sprecherin für Innen- und Rechtspolitik sowie für Integration.
2014 wurde sie wiedergewählt und zog erneut über die SPD-Landesliste in den Landtag ein. Sie war Sprecherin der SPD-Fraktion für Bildungspolitik und gehörte dem Ausschuss für Schule und Bildung an. Nach ihrem erneuten Wiedereinzug bei der Landtagswahl in Sachsen 2019 war sie ab Januar 2020 parlamentarische Geschäftsführerin der SPD-Fraktion sowie Sprecherin für Bildungspolitik. Sie gehörte dem Ausschuss für Schule und Bildung, dem Ausschuss für Wissenschaft und Kultur sowie dem ersten und dem zweiten Untersuchungsausschuss der 7. Wahlperiode an.
Bei der Landtagswahl in Sachsen 2024 trat sie nicht mehr an.